# Badersfeld
Badersfeld ist ein Gemeindeteil von Oberschleißheim im oberbayerischen Landkreis München. 

## Geographie
Die Siedlung liegt westlich des Hauptortes im Dachauer Moos.

## Geschichte
Seinen Namen verdankt es Franz Xaver Bader (1881–1958), dem es mit der Arbeitskraft 300 französischer Kriegsgefangener im Ersten Weltkrieg gelungen war, den unfruchtbaren Boden des Mooses urbar zu machen. Am 3. Januar 1924 bekam der bisher namenlose Ortsteil offiziell den Namen Badersfeld.
Die ersten Bewohner waren Kriegsveteranen und kinderreiche Ehepaare. Ausdruck der auch heute noch intakten Ortsgemeinschaft ist neben der Freiwilligen Feuerwehr (gegründet 1924) die Laienspielgruppe Badersfeld e. V. (gegründet 1978).